# Natal'ja Lisenko
Natal'ja Andrianovna Lisenko (in russo Наталья Андриановна Лисенко?; in ucraino Наталія Андріївна Лисенко?, Natalija Andriïvna Lysenko; Mykolaïv, 10 agosto 1884 – Parigi, 7 ottobre 1969) è stata un'attrice ucraino-russa, naturalizzata francese.

## Filmografia parziale

### Attrice
- Leon Drej (1915)
- Vo vlasti grecha (1916)
- Satana likujuščij (1917)
- Otec Sergij (1918)